# Собакин, Евгений Васильевич
Евгений Васильевич Собакин (1927 — неизвестно) — советский футболист, нападающий.
Карьеру в командах мастеров провёл в «Динамо» Ленинград. В 27 играх чемпионата СССР 1950 года забил восемь голов. В 1951 году сыграл три матча, в 1952 — один. Провёл два матча в розыгрыше Кубка СССР 1953 за «Динамо-2» (клубную команду, выступавшую как обладатель Кубка Ленинграда).
На сайте Архивного комитета Санкт-Петербурга есть информация о награждении Собакина Евгения Васильевича 1927 г. р. медалью «За оборону Ленинграда».